# Alexander Zoubkoff
Alexander Anatolewitsch Zoubkoff (25 de setembro de 1901, Ivanovo-Woznessensk, Império Russo - 28 de janeiro de 1936, Luxemburgo) foi um imigrante russo, e segundo marido da princesa Vitória da Prússia, filha do imperador alemão Frederico III e de Vitória, Princesa Real do Reino Unido.

## Biografia
Alexander Zubkov emigrou da Rússia após a Revolução de Outubro através da Estónia e posou na Europa como um nobre russo que tinha perdido os seus meios de subsistência na Rússia. Em 1927, Alexander Zubkov casou-se com Vitória da Prússia, a irmã de 61 anos do cáiser Guilherme II da Alemanha e a viúva de 61 anos de Adolfo de Schaumburgo-Lippe, que morreu em 1916 no front da Primeira Guerra Mundial. A princesa Vitória residia no Palácio de Schaumburg, hoje residência oficial do Chanceler da Alemanha em Bona. Este casamento causou um grande escândalo na sociedade alemã e terminou alguns meses depois, durante os quais Zubkov, no entanto, conseguiu desperdiçar uma parte significativa dos fundos de sua esposa. Ele fugiu para Luxemburgo. No Luxemburgo, Zubkov estudou medicina e trabalhou como garçom num restaurante cuja placa publicitária dizia: "Aqui o cunhado do Cáiser serve você".
Em 1928, Alexander Zubkov publicou memórias no estilo de um romance picaresco. Em 1933, Zubkov tornou-se o primeiro paraquedista no Grão-Ducado de Luxemburgo a realizar um salto de paraquedas como parte de um show aéreo. Sua participação no show continuou a servir como sua fonte de sustento.
Ele morreu em 28 de janeiro de 1936, aos 34 anos, em Luxemburgo. Um jornal londrino noticiou sua morte dois dias depois, indicando apenas que ele "morreu na pobreza", mas sem mencionar as causas da morte. Há uma versão de que Zubkov sofria de tuberculose bilateral, da qual morreu. A sua mãe pediu ajuda ao Comitê Nansen no verão de 1935, uma vez que ele não tinha dinheiro para o tratamento (a Cruz Vermelha Luxemburguesa só pagou por ele durante um mês no sanatório), mas eles recusaram dinheiro.